# Hadley Fraser
Robert Hugh (Hadley) Fraser (21 april 1980) is een (toneel)acteur en zanger en is vooral bekend door Les Misérables en The Phantom of the Opera. Fraser is zanger en gitarist in de band Sheytoons, samen met zijn vriend Ramin Karimloo.

## Musicals
In 2010 speelde Fraser in The Phantom of the Opera: 25th Anniversary Concert in de Royal Albert Hall als Raoul, samen met Ramin Karimloo als het spook en Sierra Boggess als Christine. Hij speelde Grantaire in de 25e verjaardag van Les Misérables in de O2 in Londen met onder andere Nick Jonas als Marius, Ramin Karimloo als Enjolras en Alfie Boe als Jean Valjean. In 2002 speelde hij Marius. 
Hij heeft in meerdere musicals gespeeld zoals Peter Pan, The Pirate Queen en My Fair Lady.

## De Sheytoons
Fraser ontmoette Karimloo in 2002 tijdens Les Misérables. Karimloo was destijds de doublure van Fraser. In 2009 richtte Fraser, samen met Karimloo, de Sheytoons op. Fraser is gitarist en medezanger van de groep en ze schrijven samen liederen. De groep bestaat uit twee gitaristen (onder andere Fraser), twee zangers (Fraser, Karimloo), een banjospeler (Karimloo) en een drummer.

## Filmografie
- 2006: Doctor Who, als Gareth
- 2010: The Lost Tribe, als Chris
- 2009–2010: The Fresh Beat Band, als Reed
- 2010: Les Misérables in Concert: The 25th Anniversary, als Grantaire
- 2011: Convincing Clooney, als Chris
- 2011: The Phantom of the Opera at the Royal Albert Hall, als Raoul
- 2011: Shackled, als Jesse (korte film)
- 2012: Les Misérables, als legerofficier
- 2025: Snow White, als Good King